# Валазрека
Валазрека (Логоварака) — річка в Росії, протікає по Калевальському та Лоухському районам Карелії. Виток — озеро Палоярві (північний край озера Регоярві) в Калевальському районі, на північний схід від колишнього села Регозеро. Тече на північ, через озеро Варакюля, впадає в Топозеро — джерело Ковди. Довжина річки складає 48 км, площа водозбірного басейну 614 км.
Вище озера Варакюля зветься Логоварака, нижче — Валазрека.
У 15 км на північ від гирла річки знаходяться селища Софпоріг і Новий Софпоріг. У 1 км на захід від витоку річки проходить дорога Калевала — Тунгозеро.
Притоки (від гирла до витоків):
- 0,8 км — Ролонга (ліва)
- 27 км — Шурійокі (ліва) (несе води річки Ківійокі та озер Хилипяйярві та Шуріярві)
- Шоппійокі (права, з озера Шоппіярві)
- 45 км — Коккойокі (ліва)

## Дані водного реєстру
За даними державного водного реєстру Росії відноситься до Баренцево-Біломорського басейнового округу, водогосподарська ділянка річки — Ковда від витоку до Кумського гідровузла, включаючи озера Пяозеро, Топозеро. Річковий басейн річки — басейни рік Кольського півострова і Карелії, впадає в Біле море.
Код об'єкта в державному водному реєстрі — 02020000412102000000284.